# 九州アフリカ・ライオン・サファリ
九州アフリカ・ライオン・サファリ株式会社は、九州自然動物公園アフリカンサファリの運営・管理を行う企業である。
中華料理レストラン東天紅や、アブアブ赤札堂等を経営する、小泉グループの一社。

## 概要
- 九州自然動物公園アフリカンサファリの運営・管理を行っている。
- 九州自然動物公園アフリカンサファリは、同じく小泉グループである小泉アフリカ・ライオン・サファリが運営する、富士サファリパークとは兄弟園の関係がある。